# Йошка Фишер
Йозеф Мартин (Йошка) Фишер (на немски: Joseph Martin (Joschka) Fischer) е германски политик, от сдружението на Съюз 90 и Зелените. Вицеканцлер и външен министър на Германия (1998 – 2005), както и председател на Съвета на Европейския съюз от 1 януари 1999 до 30 юни 1999 г.

## Биография

### Детство
След края на Втората световна война през 1946 семейството на Йошка Фишер, поради своя германски произход трябва да напусне Унгария и да се пресели в бъдещата Федерална република Германия. Роден е на 12 април, 1948 в Гераброн провинция Баден-Вюртемберг той е трето дете в семейството на Йожеф и Елизабет Фишер (бащата на Йошка Фишер е месар). Особеното му малко име Йошка е умалителна форма на типичното унгарско име Йожеф.
Още преди да завърши десети клас, Фишер решава да напусне през март 1965 гимназията Готлийб-Даймлер в Щутгарт, без да се дипломира и започва да изучава фотография във Фелбах; това си занимание прекъсва през 1966. По време на своето детство е министрант в католическата църква на Гераброн.
Междувременно, за да се издържа, работи временно като продавач на детски играчки. През ноември 1966 г. умират сестрата и бащата на Фишер.

### Семейно положение
Всичките четири брака на Йошка Фишер – с Еделтрауд Фишер (бизнесдама женен от 1967 до 1984), Инге Фогел (архитект женен от 1984 до 1987), Клаудиа Бон (журналист женен от 1987 до 1999) и Никола Леске (журналист женен от 1999 до 2003) – завършват с развод.
От лятото на 2003 той има нова спътница в живота, персийската студентка, дъщеря на ирански дисидент и бивш модел Мину Барати, родена през 1976 г. Първото им публично появяване заедно е на 26 ноември 2004 в Берлин, където той показва открито новата си 28-годишна приятелка, с която сключва брак в Рим на 29 октомври 2005.
От втория си брак с Инге Фогел Йошка Фишер има две деца – син Давид, роден 1979 г. и дъщеря Лара, родена 1983 г. През април 2005 става за пръв път дядо.
През 1999 получава изготвения от хералда Дитер Кригер по поръчка на списание ГЕО родов герб.

## Кариера

### Студентско движение
От 1967 се ангажира със студентското движение и външно-парламентарната опозиция. От 1968 живее във Франкфурт на Майн. По късно Фишер работи в издателство Нова критика и в книжарница Либресо на площада на операта, едновременно с това посещава като слушател лекциите на Теодор Адорно, Юрген Хабермас и Оскар Негт, посещавани по това време от близо 2000 слушатели. Там той се запознава с произведенията на Карл Маркс, Мао Дзъдун и Георг Хегел. До 1975 Фишер е член на ляво радикалната и войнствена групировка Революционна борба (Revolutionärer Kampf), участва също и в Почистващата група ръководейки уличните боеве с полицията, в които са тежко ранени много полицаи. Като външен министър Фишер се извинява за тогавашното си насилие, въпреки това не се дистанцира от него. Той твърди, че никога не е използвал коктейли молотов. От времето във Франкфурт произлиза и приятелството му с немско-френския студентски ръководител Даниел Кон-Бендит с когото известно време живее заедно.
През 1969 Фишер взима участие в конференция на терористичната на времето Организация за освобождение на Палестина в Алжир, на която Ясер Арафат пропагандира борба до крайна победа над Израел.
През 1971 започва работа в завода на Опел в Рюселсхайм с цел, чрез сформиране на заводска група на работещите, да политизира същите и привлече в крайна сметка за „революцията“. Тази форма на „Базисна работа“ обаче не постига желаният успех; освен това след половин година заради тази си дейност Фишер е уволнен без предупреждение.
След като заема редица временни длъжности – между които преводач на романи в издателството на Йорг Шрьодер Олимпия Прес, Фишер издържа изпита за шофьор през 1976. До 1981 работи като таксиметров шофьор във Франкфурт, а до 1982 като помощник в книжарница. Има също така кратки артистични участия в телевизионния филм Летящият Роберт през 1983 и във филма Ва Банк през 1986, където играе ролята на таксиметров шофьор на име Руди.
На 14 май 1976 след демонстрация по повод смъртта на терористката Улрике Майнхоф, Йошка Фишер е арестуван във връзка с атаката над полицаи с коктейли молотов, при която са тежко ранени двама от полицаите. Въпреки че при планирането на демонстрацията с участието на Фишер е дискутирана употребата на коктейлите молотов, остава само два дни в ареста.
Събитията по време на така наречената немска есен през 1977 (Отвличането и убийството на президента на съюза на германските работодатели Ханс-Мартин Шлайер, отвличането на самолета на Луфтханза Landshut в Палма де Майорка, „самоубийството“ на основателите на Фракция Червена армия (RAF) в затвора в Щутгарт) водят при него, по собствени думи, до процес на осъзнаване, който той нарича загуба на илюзии и който в крайна сметка води до неговото отричане от радикалните и насилствени политически методи.
На 11 май 1981 министърът на икономиката на провинция Хесен, Хайнц-Херберт Кари е убит с огнестрелно оръжие, което заедно с други откраднати от американска казарма е транспортирано през 1973 с колата на Йошка Фишер. Фишер твърди, че той е дал колата си на станалия впоследствие терорист Ханс-Йохим Клайн само, за да ѝ бъде поставен нов двигател. Едва по-късно той разбира, че с колата са транспортирани откраднатите оръжия.

### Реална политика при Зелените
Още преди влизането си в партията на Зелените през 1982 Фишер основава през 1981 заедно с Даниел Кон-Бендит и други Работен кръг „Реална политика“, който формулира така наречените „реално политически“ позиции на партията на Зелените. Дискусията по съдържанието на тези нови позиции води до поляризиране на членовете на окръжната организация във Франкфурт на „Реални“ (Реална политика) и застъпници на еко–фундаментално становище наречени „Фундис“ (фундаментално). В хода на дебата през 1982 Фишер успява да се наложи за кандидат на Зелените за изборите за Бундестаг през 1983.
През 1983 е избран в Германския Бундестаг и с това принадлежи на първата парламентарна фракция на Зелените в Бундестага, където играе ролята на председател на фракцията на Зелените. Създава си макар и оспорваното име на оратор (Цитат: „С разрешение господин президент, вие сте задник!“). Поради тогава все още валидния в партията на Зелените ротационен принцип напуска през 1985 Бундестага.
По думи на Фишер преди встъпването си в партията на Зелените той никога не е гласувал, за което днес обаче съжалява.

### Първи министерски пост
През 1985 година във Федерална провинция Хесен е образуван първият Червено-Зелен провинциален кабинет на министър-председателя Холгер Бьорнер, (СПД). В този кабинет Фишер е назначен за министър на околната среда и енергетиката. Още при полагане на клетва за встъпване в длъжност той става център на внимание, с появата си с груб жакет и маратонки. Тази изява му донася впоследствие прозвището „Министъра с маратонките“.
През февруари 1987 Фишер е отстранен от длъжност от министър-председателя Бьорнер, поради поставения от Зелените ултиматум за запазване на коалицията в случай на отнемане на разрешителното на атомния концерн Алкем от Ханау.
Последвалите избори за Ландтаг през април 1987 завършват с победа за Християн-демократическия съюз, (ХДС) и Партията на свободните демократи, (ПСД). Валтер Валман (ХДС) е избран за министър-председател на провинция Хесен, а негов заместник става Волфганг Герхард (ПСД). Фишер е избран и на тези избори в Ландтага на Хесен и оглавява провинциалната фракция на Зелените.
На изборите за Ландтаг в Хесен през 1991 управляващата коалиция от ХДС/ПСД губи своето мнозинство. Стига се отново до преизбиране на червено-зелената коалиция, този път с Министър-председател Ханс Айхел (СПД). Фишер заема отново поста на министър на околната среда. Едновременно с това той става заместник министър-председател и държавен министър по федералните въпроси на провинция Хесен.
След като в изборите за Бундестаг на 16 октомври 1994 Зелените успяват да влязат отново в Бундестага, през октомври 1994 той сдава всички заемани от него длъжности в провинция Хесен и заема заедно с Керстин Мюлер поста говорител на парламентарната фракция на Съюз 90/Зелените.
През 1995 предизвиква вътрешно партийна полемика в партията на Зелените, когато скъсва със строго пацифистката насоченост в политиката на партията, и се застъпва за водене на военни действия за запазване на зоните за сигурност на ООН в Босна и Херцеговина. Също и с политико икономическия завой на Зелените към пазарна икономика, трансформирайки ги все повече в една Реална политическа партия.

### Външен министър и вицеканцлер
През есента на 1998 след 16-годишно управление коалицията ХДС/ХСС и СДП на канцлера Хелмут Кол губи своето мнозинство в Бундестага. В съставеното коалиционно правителство на канцлера Герхард Шрьодер, между германската социалдемократическа партия и Съюз 90/Зелените, Йошка Фишер заема поста вицеканцлер и министър на външните работи.
Противоречивата личност на най-популярния за времето германски политик Йошка Фишер буди все още (29.08.2007) масово недоволство сред германците. С решаващата подкрепа на Фишер Германия участва през 1999 в спорната международно правна война в Косово, благодарение на която за пръв път от втората световна война германски войници са въвлечени отново във военни действия. Той обосновава тази война с препратка към геноцида извършен от Германия над евреите. Така при едно свое посещение в Аушвиц заявява: Бундесверът е в Босна, за да попречи на един нов Аушвиц и от там наистина ще отиде в Косово. Фишер отговаря на въпрос на списание „Нюзуик“, дали вижда директна връзка между събитията в Косово и националсоциализма: „Аз виждам паралели с този примитивен фашизъм. Очевидно е, че 30-те години са се завърнали, а това не можем да приемем.“ Между другото министъра на отбраната Рудолф Шарпинг по това време твърди, че в Косово съществуват концентрационни лагери, което впоследствие се оказва лъжа.
В книгата на Фишер „Червено-зелени години. Германска външна политика“ той оправдава донякъде решението си и с „важната информация“ получена от тогавашния външен министър на България, госпожа Надежда Михайлова, предоставила му разкрит от българските тайни служби военно оперативен план, под името „Подкова“ според който сърбите възнамеряват да унищожат албанците в Косово: „Българския външен министър Михайлова ми даде тази информация, с която разполагаше нейното правителство. Аз предадох информацията по-нататък. Тя бе проучена и преценена за вярна.“ Оказалият се фалшив митичен план Подкова легитимира провежданата без мандат от ООН военна операция на силите на НАТО срещу Югославия. Фишер отбелязва също, че предоставените от Михайлова данни не са имали пряко отражение върху хода на военните действия в Косово.
Информацията е официално опровергана от говорител на външното министерство на Република България на специална пресконференция.
Критиците обвиняват Фишер, че като външен министър поддържа позиции, които преди съставянето на правителството е отхвърлял. В своята книга от 1994 г. Risiko Deutschland той пише:
„Не е трудно да се предвиди бъдещото развитие: Започва днес с лозунга „Поемане на по-голяма отговорност!“, тогава ще се проведат и първите военни действия, ще се дадат първите жертви, ще последват първите патриотични ритуали, генералитета ще поиска по-големи свободи, героите от войната ще бъдат отново героизирани, смятани за отдавна надживени традиции ще бъдат ексхумирани, и горещо желаното от немските националисти завръщане на „външнополитическия примат“ отново ще може да бъде чествано; паралелно с това Германия ще получи място на постоянен член в Съвета за сигурност на ООН, където днес като постоянни членове присъстват единствено и само ядрените сили.“
Заради своята агитация като външен министър за военната операция на НАТО в Косово многократно е наричан военнопрестъпник. На свое заседание Върховния административен съд в Берлин категорично приема, че подобно окачествяване е противозаконно. През май 1999 на партиен конгрес на Зелените в Билефелд, е ударен от протестиращ срещу военната операция на НАТО с торбичка с червена боя, при която получава спукване на тъпанчето.
Изразена е остра критика и относно неговата позиция за войната в Чечения. Докато народния представител в Бундестага Йошка Фишер през 1995 осъжда бездействието на правителството към „жестоките убийства на една ядрена суперсила срещу един малък народ в северен Кавказ“, през 2000 обяснява като външен министър, че Русия не трябва да бъде изолирана, и че подходът и срещу тероризма е легитимен.
След речта на Фишер в университета Хумболт в Берлин, в която призовава Европейския съюз да се трансформира във федерация с обща конституция, е открит дебатът за бъдещето на Европа. Според Йошка Фишер паричната система, сигурността и конституцията са трите съществени компоненти на суверенитета на съвременната национална държава. Идеята предизвиква приемането на договора от Ница в края на 2000 г. и на Декларация за бъдещето на Съюза, довели в крайна сметка до подписването на Споразумението от Лисабон.
През 2001 не може да излезе от печат вече обявената биография на Фишер „Кажи ми, Ти къде стоиш“ (Sag mir, wo Du stehst) на журналистката Бетина Рьол, защото издателството Kiepenheuer & Witsch в Кьолн се оттегля от договора. Базирайки се на кампанията на Рьол срещу Фишер, наречен дългогодишен автор на издателството. През януари 2001 Бетина Рьол започва издаването на така наречените побойнически снимки на Фишер, предизвикали и далеч извън границите на Германия широка медийна дискусия, относно войнственото минало на Йошка Фишер.
Преди всичко на неговата личност е преписвана и заслугата за това, че Зелените в изборите за Бундестаг през 2002 подобряват своя изборен резултат с 1,9 % на 8,6 %, с което въпреки намаления с 66 места Бундестаг печелят допълнителни 8 и носят така нужната за управляващата коалиция оскъдна преднина за съставяне на 22 октомври 2002 на второто коалиционно правителство на германската социалдемократическа партия и Съюз 90/Зелените.
Фишер е спряган за многообещаващ кандидат за планирания за 2006 пост на външен министър в Проектоконституцията на Европейския съюз. Във всеки случай на 1 септември 2003 г. обявява заедно с канцлера Шрьодер, че в следващите избори за Бундестаг желаят да се представят отново заедно.
В началото на 2005 външния министър на Германия Йошка Фишер стои в центъра на вниманието и в така наречената афера с визови злоупотреби, в скандала е замесено и посолството на Германия в София, след като става ясно, че германски гражданин е изнасял български деца за педофили в Германия. Фишер се явява в качеството на свидетел пред специално съставената за целта разследваща комисия на Бундестага, пред която признава лични пропуски и поема цялата политическа отговорност. Той изключва последваща от скандала оставка от поста вицеканцлер и външен министър, загадка остава под каква форма смята да поеме политическата отговорност.
След изборите за Бундестаг през 2005 Фишер обявява, че в случай на загуба и преминаване в опозиция, с цел смяна на генерациите не стои на разположение за поста председател на парламентарната фракция, както и за други ръководни длъжности в партията. На 27 юни 2006 взима участие за последно в заседание на парламентарната фракция на Зелените в Бундестага.
На 1 септември 2006 Йошка Фишер връща своя депутатски мандат, а постът му в Бундестага е зает от следващия го в листата на „Съюз 90 / Зелените“ Омид Ноурипур. Оттегля се от политиката.

## След политическата кариера
В началото на 2006 държи многобройни доклади за инвестиционните банки Барклейс и Голдман Сакс. През същата година се отдава и на преподавателска дейност в елитния американски университет в Принстън (Princeton University), където въпреки незавършеното си средно образование чете лекции на тема „международна кризисна дипломация“.
Фишер основава през 2007 г. консултантската фирма Йошка Фишер Консултинг (Joschka Fischer Consulting). Той е един от основателите и съпредседател на управителния съвет на Европейски съвет за международни отношения (European Councils on Foreign Relations), финансиран от американския милиардер и меценат Джордж Сорос, шведския филантроп Зигрид Раузинг, българската фондация Комунитас и испанската фондация ФРИДЕ.

## Почести и отличия
През май 2002 Фишер е отличен с титлата доктор хонорис кауза на Университета на Хайфа. На 4 май 2004 получава реномираната награда Готлийб Дутвайлер в Рюшликон, Швейцария. През май 2005 Фишер получава във функцията си на външен министър на Германия най-голямото отличие на централния съвет на евреите в Германия – наградата Лео Бек, връчена му за заслуги в качеството на посредник между палестинци и израилтяни в Близкоизточния конфликт. Наградата Златен Шофар – най-древният музикален инструмент в историята на човечеството, с който евреите призовават към молитва и единение с бога на организацията на евреите в България „Шалом“, връчена му от председателят на организацията Емил Кало. От 20 май 2006 става доктор хонорис кауза и на университета Тел Авив.
На 29 април 2004 министъра на външните работи на Република България Соломон Паси връчва символично на германския си колега жълтата звезда на дядо си в знак на безвъзвратно завършилия „мрачен период от историята“.
През 2005 от благодарност за неговата ангажираност в качеството му на министър на околната среда на провинция Хесен, на името на Фишер е кръстен фосилът Palaeopython fischeri.